# Gmina Grodzisko Dolne
Die Gmina Grodzisko Dolne ist eine Landgemeinde im Powiat Leżajski der Woiwodschaft Karpatenvorland in Polen. Ihr Sitz ist das gleichnamige Dorf mit etwa 1700 Einwohnern.

## Gliederung
Zur Landgemeinde (gmina wiejska) Grodzisko Dolne gehören folgende zehn Dörfer mit einem Schulzenamt:
Grodzisko Dolne
Grodzisko Górne
Grodzisko Nowe
Wólka Grodziska
Chodaczów
Laszczyny
Opaleniska
Podlesie
Zmysłówka
Grodzisko-Miasteczko

## Persönlichkeiten
- Zbigniew Rynasiewicz (* 1963), Politiker (PO); geboren in Grodzisko Dolne.